# 엘림 (성경)

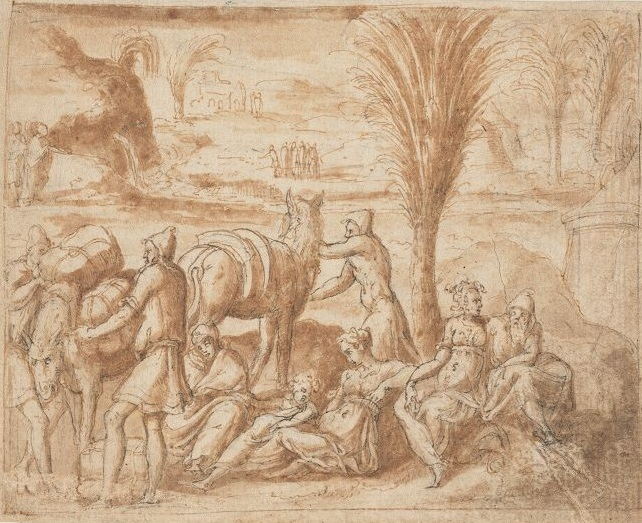
베르나르 살로몬이 1550년경에 그린 엘림에서 야영하는 히브리인들의 모습

엘림(히브리어: אֵילִם ʾĒlīm)은 구약성경에 따르면 이스라엘 민족이 출애굽 후 이집트에서 야영했던 장소 중 하나이다. 출애굽기 15장 27절과 민수기 33장 9절에는 "열두 샘물과 칠십 그루의 대추야자 나무가 있었고", 이스라엘 백성이 "거기 물가에 진을 쳤다"고 기록되어 있다.
출애굽기 15장 23절, 16장 1절, 민수기 33장 9-11절에서 얻을 수 있는 정보에 따르면, 엘림은 마라와 신 광야 사이에, 홍해 동쪽 해안 근처에 있는 것으로 묘사된다. 이곳은 아마도 이스라엘 백성이 건너온 지점의 남쪽, 광야의 서쪽에 위치했을 것이다. 따라서 엘림은 일반적으로 수에즈에서 남동쪽으로 100km 떨어진 와디 가란델의 오아시스에 위치했던 것으로 여겨진다.
출애굽기 16장 1절은 이스라엘 백성이 "이집트 땅을 떠난 지 둘째 달 열닷샛날"에 엘림을 떠나 신 광야를 지나 시내산으로 향했다고 기록한다. 출애굽기 12장 18절, 29절에 따르면 이스라엘 백성이 첫째 달 14일/15일 자정에 피람세스를 떠났으므로, 엘림을 떠나 시내산으로 향한 것은 이로부터 한 달 후였다.
텔아비브 대학교의 메나셰 하르-엘 교수는 1968년에 엘림이 현재 자누브시나주, 이집트에 있는 '아윤 무사(모세의 샘)'라고 주장했다. 그는 1907년에 지질학자 토머스 배런이 이 지역에 대추야자 나무와 함께 12개의 샘물이 존재함을 관찰했다고 언급했다. 제임스 K. 호프마이어 교수는 이곳이 이전 장소(12km)와 너무 가깝고, 다음 네 장소(민수기 여정 사용)가 단 38km 안에 압축되어야 한다는 이유로 이에 동의하지 않는다.
'엘림'이라는 이름은 셈족의 "신들"에서 유래했을 가능성이 있지만, 이를 입증할 수는 없다.